# المعوذتان

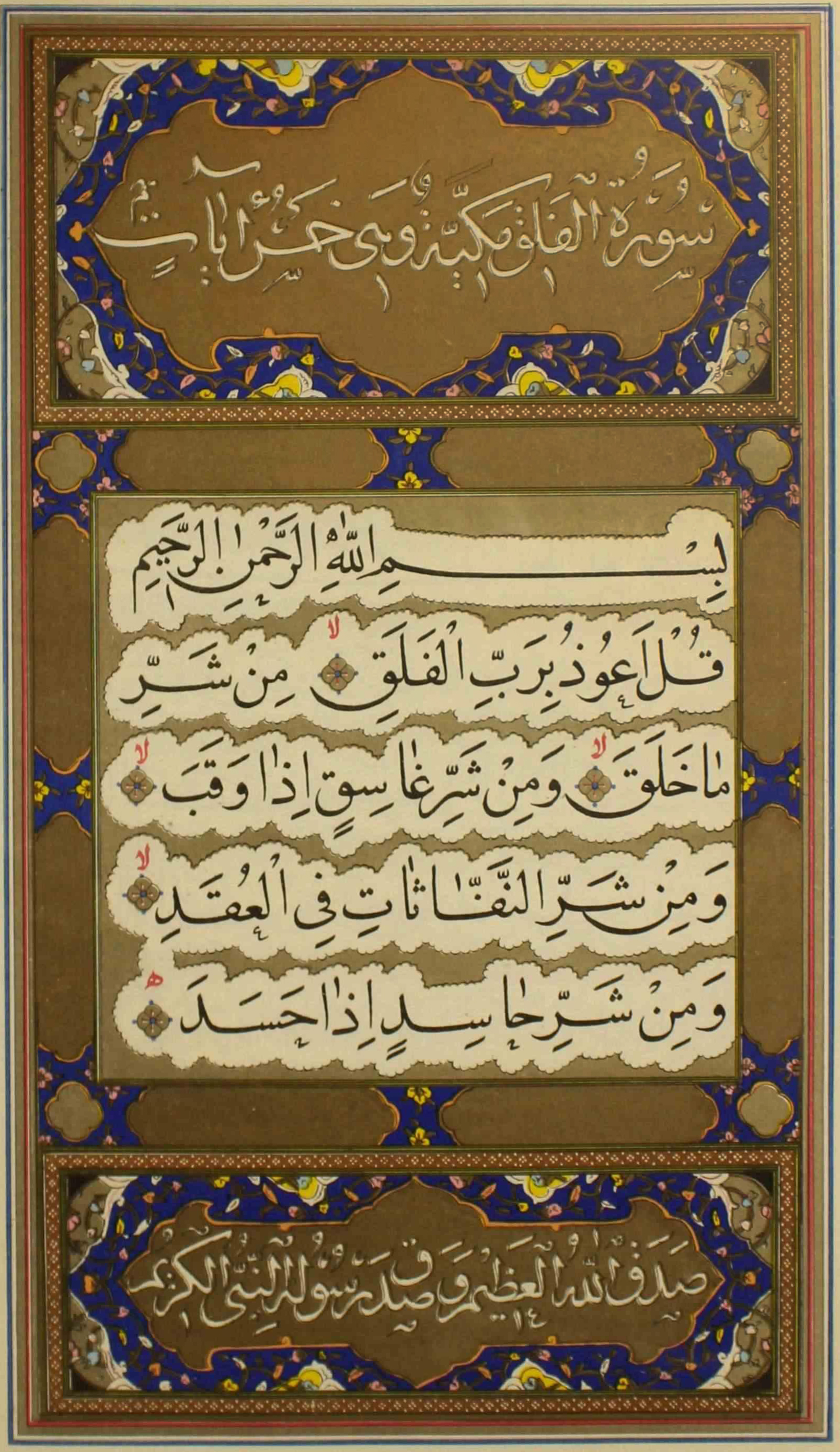
سورة الفلق من مصحف فارسي يعود إلى نهاية عصر الدولة الصفوية سنة 1117 هـ.

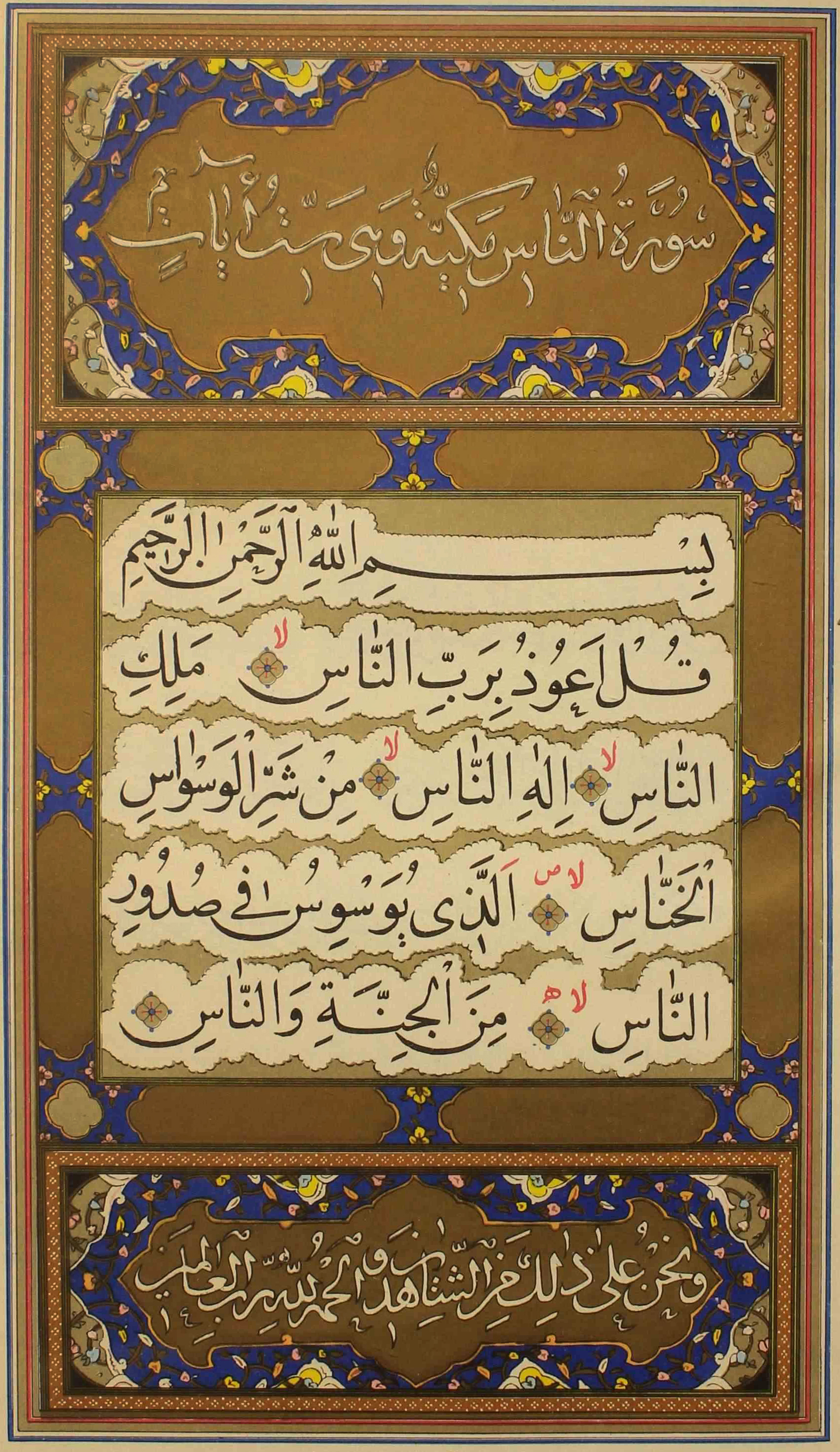
سورة الناس من مصحف فارسي يعود إلى نهاية عصر الدولة الصفوية سنة 1117 هـ.

اَلْمُعَوِّذَتَان هما سورتا الفلق والناس آخر سورتين في القرآن الكريم. سُمّيتا بهذا الاسم لاشتمالهما على الاستعاذة بالله من الشرور الظاهرة والباطنة، وتُقرآن طلباً للحماية والوقاية، وقد ورد في فضلهما عدد من الأحاديث النبوية.

## نص السورتين
- ﴿قُلْ أَعُوذُ بِرَبِّ الْفَلَقِ ۝١ مِنْ شَرِّ مَا خَلَقَ ۝٢ وَمِنْ شَرِّ غَاسِقٍ إِذَا وَقَبَ ۝٣ وَمِنْ شَرِّ النَّفَّاثَاتِ فِي الْعُقَدِ ۝٤ وَمِنْ شَرِّ حَاسِدٍ إِذَا حَسَدَ ۝٥﴾
- ﴿قُلْ أَعُوذُ بِرَبِّ النَّاسِ ۝١ مَلِكِ النَّاسِ ۝٢ إِلَهِ النَّاسِ ۝٣ مِنْ شَرِّ الْوَسْوَاسِ الْخَنَّاسِ ۝٤ الَّذِي يُوَسْوِسُ فِي صُدُورِ النَّاسِ ۝٥ مِنَ الْجِنَّةِ وَالنَّاسِ ۝٦﴾

## التسمية
تسمّيان «الْمعوّذتيْن»، ذلك لأنهما تبتدئان بعبارة ﴿قُلْ اَعوذُ﴾. فقد روى أبو داود والترمذي وأحمد بن حنبل عن عقبةَ بن عامر قال: أمرني رسول الله أن أقرأ بالمعوذات (أي: آيات السورتين)، وفي روايةٍ بالمعوذتين في دبر كل صلاة، ولم يذكر أحد من المفسرين أن الواحدة منهما تسمى المعوذة بالإفراد، وسماها ابن عطية الأندلسي في «المحرر الوجيز في تفسير الكتاب العزيز» «سورة الْمعوّذة الأولى»، وعنْونهما أبو عيسى محمد الترمذي في سننه «الْمعوّذتيْن»، وتسميتها في المصاحف وكتب التفسير «سُورَةُ الفلق».
كما تُسميان «المشقشقتين» بتقْديم الشينين على الْقافيْن، كقولهم خطيب مُشَقشق، أي مسترسل القول تشبيهًا له بالفَحل الكريم من الإِبل يَهْدِر بشِقْشَقَةٍ وهي كاللحم يبرز من فيهِ إذا غضب. وذكر الزمخشري والقرطبي أنّهما تسميان بـ «المقشقشين» أو «المقشقشتين» بتقْديم الْقافيْن على الشّينيْن، أي تبرئان من النفاق، المُقَشْقِشَتان: قُلْ هُوَ اللَّهُ أَحَدٌ، وقُلْ أَعُوذُ بِرَبِّ النَّاسِ، لأَنهما كَانَا يُبْرَأُ بِهِمَا مِنَ النِّفَاقِ إِبراءَ المريضِ مِنْ علَّته؛ قَالَ أَبو عُبَيْدٍ: كَمَا يُقَشْقِشُ الهِنَاءُ الجرَبَ فيُبْرِئُه، وَقِيلَ: هُمَا: «قُلْ يَا أَيُّهَا الْكافِرُونَ، وقُلْ هُوَ اللَّهُ أَحَدٌ». وقال الطيبي: «فيكون اسم المقشقشة مشتركًا بين أربع سور هذه -أي سورة الإخلاص- وسورة الناس وسورة براءة وسورة الكافرون».

## فضلهما
ورد العديد من الأحاديث النبوية في فضل سورة الفلق مع سورة الناس، فقد كان النبي يقرأ هاتين المعوذتين إذا آوى إلى فراشه وينفث في يديه ويمسح بهما ما أقبل وأدبر من بدنه، ويأمر بقراءتهما دبر كل صلاة، كما حث النبي على قراءتهما ثلاثًا في الصباح والمساء مع سورة الإخلاص وأن قراءتهن تكفي المرء من كل شيء. ومن الأحاديث التي وردت في فضلها:
- عن عقبة بن عامر قال: بينا أنا أقود برسول الله ﷺ في نقب من تلك النقاب، إذ قال لي: "يا عقب، ألا تركب؟" قال: فأجللت رسول الله ﷺ أن أركب مركبه، ثم قال: "يا عقب، ألا تركب؟" قال: فأشفقت أن تكون معصية، قال: فنزل رسول الله ﷺ وركبت هنيهة، ثم ركب، ثم قال: "يا عقب، ألا أعلمك سورتين من خير سورتين قرأ بهما الناس؟" قال: قلت: بلى يا رسول الله. قال: فأقرأني: قل أعوذ برب الفلق وقل أعوذ برب الناس، ثم أقيمت الصلاة، فتقدم رسول الله ﷺ فقرأ بهما، ثم مر بي، قال: " كيف رأيت يا عقب؟ اقرأ بهما كلما نمت وكلما قمت.[9]
- وروى مسلم بن الحجاج في صحيحه عن قيس بن أبي حازم، عن عقبة بن عامر قال: قال رسول الله صلى الله عليه وسلم: "ألم تر آياتٍ أنزلت هذه الليلة لم يُرَ مثلهن قط: "قل أعوذ برب الفلق" و"قل أعوذ برب الناس".[10]
- وعن عبد الله بن خبيب قال: خرجنا في ليلة مطر وظلمة شديدة نطلب النبي ﷺ ليصلي لنا، فأدركناه فقال: قل، فلم أقل شيئا، ثم قال: قل، فلم أقل شيئا، ثم قال: قل، فقلت: يا رسول الله ما أقول؟ قال: قل «قُلْ هُوَ اللَّهُ أَحَدٌ»، وَالمُعَوِّذَتَيْنِ، حِينَ تُمْسِي وَتُصْبِحُ ثَلاَثَ مَرَّاتٍ، تَكْفِيكَ مِنْ كُلِّ شَيْءٍ.[11][12]
- وعَنْ عُقْبَةَ بْنِ عَامِرٍ قَالَ: أَمَرَنِي رَسُولُ اللَّهِ صَلَّى اللهُ عَلَيْهِ وَسَلَّمَ أَنْ أَقْرَأَ الْمُعَوِّذَاتِ دُبُرَ كُلِّ صَلَاةٍ.[13]
- عن عائشة بنت أبي بكر قالت: كان إذا اشتكى يقرأُ على نفسِهِ بالمعوِّذاتِ وينفثُ، فلما اشتد وجعُه كنتُ أقرأ عليه وأمسحُ عليه بيمينِه رجاءَ بركتِها.[14]
- عَنْ عائشة بنت أبي بكر أَنَّ النَّبِيَّ ﷺ كَانَ إِذَا أَوَى إِلَى فِرَاشِهِ كُلَّ لَيْلَةٍ جَمَعَ كَفَّيْهِ ثُمَّ نَفَثَ فِيهِمَا فَقَرَأَ فِيهِمَا قُلْ هُوَ اللَّهُ أَحَدٌ وَقُلْ أَعُوذُ بِرَبِّ الْفَلَقِ وَقُلْ أَعُوذُ بِرَبِّ النَّاسِ ثُمَّ يَمْسَحُ بِهِمَا مَا اسْتَطَاعَ مِنْ جَسَدِهِ يَبْدَأُ بِهِمَا عَلَى رَأْسِهِ وَوَجْهِهِ وَمَا أَقْبَلَ مِنْ جَسَدِهِ يَفْعَلُ ذَلِكَ ثَلَاثَ مَرَّاتٍ.[15]
- وعن ابْنِ عَابِسٍ الْجُهَنِيِّ عن النبي أنه قال: يَا ابْنَ عَابِسٍ أَلَا أُخْبِرُكَ بِأَفْضَلِ مَا يَتَعَوَّذُ بِهِ الْمُتَعَوِّذُونَ؟ قَالَ: بَلَى يَا رَسُولَ اللَّهِ، قَالَ: قُلْ أَعُوذُ بِرَبِّ الْفَلَقِ وَقُلْ أَعُوذُ بِرَبِّ النَّاسِ هَاتَيْنِ السُّورَتَيْنِ.[16]
- وعَنْ أَبِي الْعَلَاءِ قَالَ: قَالَ رَجُلٌ: كُنَّا مَعَ رَسُولِ اللَّهِ ﷺ فِي سَفَرٍ، وَالنَّاسُ يَعْتَقِبُونَ، وَفِي الظَّهْرِ قِلَّةٌ، فَحَانَتْ نَزْلَةُ رَسُولِ اللَّهِ ﷺ وَنَزْلَتِي، فَلَحِقَنِي فَضَرَبَ مَنْكِبِيَّ، فَقَالَ: «قُلْ أَعُوَذُ بِرَبِّ الْفَلَقِ»، فَقَرَأَهَا رَسُولُ اللَّهِ ﷺ وَقَرَأْتُهَا مَعَهُ، ثُمَّ قَالَ: «قُلْ أَعُوَذُ بِرَبِّ النَّاسِ»، فَقَرَأَهَا رَسُولُ اللَّهِ ﷺ وَقَرَأْتُهَا مَعَهُ، فَقَالَ: «إِذَا صَلَّيْتَ فَاقْرَأْ بِهِمَا».[17]
- وعَنْ أَبِي سَعِيدٍ الخُدري أَنَّ رَسُولَ اللَّهِ ﷺ كَانَ يَتَعَوَّذُ مِنْ أَعْيُنِ الْجَانِّ وَعَيْنِ الْإِنْسَانِ، فَلَمَّا نَزَلَتِ الْمُعَوِّذَتَانِ أَخَذَ بِهِمَا، وَتَرَكَ مَا سِوَاهُمَا.[17]
- عَنْ عقبة بن عامر قَالَ: «اتَّبَعْتُ رَسُولَ اللَّهِ صَلَّى اللَّهُ عَلَيْهِ وَسَلَّمَ وَهُوَ رَاكِبٌ، فَوَضَعْتُ يَدِي عَلَى قَدَمِهِ، فَقُلْتُ: أَقْرِئْنِي يَا رَسُولَ اللَّهِ سُورَةَ هُودٍ وَسُورَةَ يُوسُفَ، فَقَالَ: لَنْ تَقْرَأَ شَيْئًا أَبْلَغَ عِنْدَ اللَّهِ مِنْ قُلْ أَعُوذُ بِرَبِّ الْفَلَقِ وَقُلْ أَعُوذُ بِرَبِّ النَّاسِ».[18]

واستنادًا على هذه الأحاديث فقد استحب العلماء قراءة الإخلاص والفلق والناس بعد صلاتي الفجر والمغرب ثلاث مراتٍ، فهما صلاتا الصباح والمساء، وأما بعد باقي الصلوات فمرة واحدة دبر كل صلاة. وجاء في فتاوى اللجنة الدائمة: «ورد قراءة سورة الإخلاص والمعوذتين دبر كل صلاة، لما رواه أبو داود في سننه عن عقبة بن عامر قال: (أمرني رسول الله صلى الله عليه وسلم أن أقرأ بالمعوذات دبر كل صلاة)، وفي رواية الترمذي: (بالمعوذتين) بدل المعوذات. فينبغي أن يقرأ: (قل هو الله أحد)، و(قل أعوذ برب الفلق)، و(قل أعوذ برب الناس) دبر كل صلاة، وأن تكرر عقب صلاة الفجر والمغرب ثلاث مرات، يقرؤها كل إنسانٍ وحده بقدْر ما يُسمع نفسه.». وقيل بأن تكرارها ثلاثَ مراتٍ هو في الصباح والمساء، فأما دبر صلاتي الفجر والمغرب فواحدة مثل باقي الصلوات.
واستدل العلماء على أنهما تكفيان من كل شر، قال الطيبي: «أي تدفع عنك كل سوء، فمن زائدة في الإثبات على مذهب جماعة وعلى مذهب الجمهور أيضا، لأن يكفيك مُتضمّنَةٌ للنفي كما يُعلَمُ من تفسيرها بـ"تدفع"، ويصح أن تكون لابتداء الغاية، أي تدفع عنك من أول مراتب السوء إلى آخرها، أو تبعيضية، أي بعض كل نوعٍ من أنواع السوء، ويحتمل أن يكون المعنى: تغنيك عما سواها، ويَنْصُرُ المعنى الثاني ما في الحديث الأول وهو حديث عقبة لقوله: فما تعوّذ مُتعوِّذ بمثلها.».

### معلومات المراجع المُفصَّلة
الكتب مرتبة حسب تاريخ النشر
- الخطيب الشربيني (1868)، السراج المنير في الإعانة على معرفة بعض معاني كلام ربنا الحكيم الخبير، القاهرة: الهيئة العامة لشؤون المطابع الأميرية، OCLC:236016840، QID:Q115641715
- القرطبي (1935)، الجامع لأحكام القرآن، والمبين لما تضمنه من السنة وآي الفرقان: تفسير القرطبي، القاهرة: دار الكتب والوثائق القومية، OCLC:17965928، QID:Q115683910{{استشهاد}}:  صيانة الاستشهاد: ref duplicates default (link)
- محمد الطاهر بن عاشور (1973)، التحرير والتنوير من التفسير، تونس: دار سحنون، OCLC:777152792، QID:Q116452785
- جلال الدين السيوطي (1978)، تناسق الدرر في تناسب السور: أسرار ترتيب القرآن، تحقيق: عبد القادر عطا (ط. 2)، القاهرة: دار الاعتصام، OCLC:4770960033، QID:Q115732199
- محمد الطاهر بن عاشور (1984)، التحرير والتنوير من التفسير، تونس: الدار التونسية للنشر، OCLC:11603545، QID:Q115641984
- الواحدي النيسابوري (1992)، أسباب النزول، تحقيق: عصام الحميدان (ط. 2)، الدمام: دار الإصلاح، OCLC:4770205220، QID:Q115754123
- ابن كثير الدمشقي (1998)، تفسير القرآن العظيم: تفسير ابن كثير، تحقيق: محمد حسين شمس الدين (ط. 1)، بيروت: دار الكتب العلمية، OCLC:914363003، QID:Q115701544
- جلال الدين السيوطي (1974)، الإتقان في علوم القرآن، تحقيق: محمد أبو الفضل إبراهيم، القاهرة: الهيئة المصرية العامة للكتاب، OCLC:4770017618، QID:Q115728353
- فخر الدين الرازي (2004)، مفاتيح الغيب، بيروت: دار الكتب العلمية، OCLC:1114543549، QID:Q116459741
- محمد بن جرير الطبري (2001)، جامع البيان عن تأويل آي القرآن: تفسير الطبري، تحقيق: عبد الله بن عبد المحسن التركي (ط. 1)، القاهرة: هجر للطباعة والنشر والتوزيع والإعلان، OCLC:1103746918، QID:Q97221368
- أحمد بن حنبل (2001)، مسند الإمام أحمد بن حنبل، تحقيق: شعيب الأرنؤوط (ط. 1)، بيروت: مؤسسة الرسالة، OCLC:38490947، QID:Q115484580
- أحمد بن شعيب النسائي (1994)، سنن النسائي، مكتب المطبوعات الإسلامية، OCLC:1103856588، QID:Q116459801
- ابن عادل الحنبلي (1998)، اللباب في علوم الكتاب، تحقيق: عادل أحمد عبد الموجود، علي محمد معوض (ط. 1)، بيروت: دار الكتب العلمية، OCLC:714395326، QID:Q115730072
- ابن منظور (1985)، لسان العرب: للإمام العلامة أبي الفضل جمال الدين محمد بن مكرم ابن منظور الإفريقي المصري، قم: نشر أدب الحوزة، OCLC:1158722096، QID:Q115683837
- جلال الدين السيوطي (1426 هـ - 2006). عبد الرزاق المهدي (المحرر). لباب النقول في أسباب النزول (PDF). بيروت - لبنان: دار الكتاب العربي. ص. 269، 270. ISBN:9953271348. مؤرشف من الأصل (PDF) في 2021-02-13. {{استشهاد بكتاب}}: تحقق من التاريخ في: |سنة= (مساعدة)
- السيوطي، جلال الدين (1406هـ / 1986م). شرح السيوطي لسنن النسائي، كتاب الاستعاذة، الجزء رقم8. دار البشائر الإسلامية. ص. 250. مؤرشف من الأصل في 13 فبراير 2021. اطلع عليه بتاريخ 2021-02-13. {{استشهاد بكتاب}}: تحقق من التاريخ في: |سنة= (مساعدة)
- ابن عبد الوهاب، محمد (1414 هـ - 1994م). فهد بن عبد الرحمن بن سليمان الرومي (المحرر). تفسير سورة الناس (PDF) (ط. الثانية). الرياض: مؤسسة الرسالة. ص. 51. مؤرشف من الأصل (PDF) في 2021-02-13. {{استشهاد بكتاب}}: تحقق من التاريخ في: |سنة= (مساعدة)
- السندي، نور الدين محمد بن عبد الهادي (1428هـ / 2008م). حاشية مسند الإمام أحمد بن حنبل، مسانيد المقلين، عقبة بن عام، الجزء رقم10. وزارة الأوقاف والشؤون الإسلامية بدولة قطر. ص. 180. مؤرشف من الأصل في 2021-02-13. اطلع عليه بتاريخ 2021-02-13. {{استشهاد بكتاب}}: تحقق من التاريخ في: |سنة= (مساعدة)
- النووي، محيي الدين (1416هـ / 1996م). شرح النووي على مسلم، كتاب صلاة المسافرين وقصرها، باب فضل قراءة المعوذتين، الجزء رقم6. دار الخير. ص. 420. مؤرشف من الأصل في 2021-02-13. اطلع عليه بتاريخ 2021-02-13. {{استشهاد بكتاب}}: تحقق من التاريخ في: |سنة= (مساعدة)
- الزرقاني، محمد بن عبد الباقي (1424هـ / 2003م). شرح الزرقاني على موطأ الإمام مالك، كتاب الجامع، باب العين والمرض، التعوذ والرقية من المرض، الجزء رقم4. مكتبة الثقافة الدينية. ص. 517. مؤرشف من الأصل في 2021-02-13. اطلع عليه بتاريخ 2021-02-13. {{استشهاد بكتاب}}: تحقق من التاريخ في: |سنة= (مساعدة)

الفتاوى مرتبة حسب رقم الفتوى
إسلام ويب (مركز الفتاوي):
- "326251 - مشروعية وعدد قراءة المعوذات دبر الصلوات والصباح والمساء". 4 أبريل 2016. مؤرشف من الأصل في 2019-02-27. اطلع عليه بتاريخ 2021-02-13.
- "291535 - معنى قل هو الله أحد والمعوذتين حين تمسي تكفيك من كل شيء وهل تجزئ عن غيرها". مؤرشف من الأصل في 2020-08-11. اطلع عليه بتاريخ 2021-02-13.

الإسلام سؤال وجواب:
- "115073 - استحباب قراة المعوذات بعد كل صلاة مرة، وفي الصباح والمساء ثلاث مرات". 17 مارس 2008. مؤرشف من الأصل في 2021-02-13. اطلع عليه بتاريخ 2021-02-13.
- "174571 - هل النفث يكون قبل القراءة أو بعدها ؟". مؤرشف من الأصل في 2021-02-13. اطلع عليه بتاريخ 2021-02-13.